# José Corral (militar)
El General José Corral fue un militar mexicano que participó en la Revolución mexicana.
En 1910 se incorporó al movimiento armado maderista en el estado de Chihuahua. Se destacó como buen tirador y luego formó parte de la escolta de “Dorados” del general Francisco Villa en la División del Norte.
Murió el 16 de junio de 1919 durante la retirada del combate de Ciudad Juárez (Chihuahua) atacado por fuerzas estadounidenses. 